# Inga dwyeri
Inga dwyeri är en ärtväxtart som beskrevs av Mario Sousa. Inga dwyeri ingår i släktet Inga och familjen ärtväxter. IUCN kategoriserar arten globalt som sårbar. Inga underarter finns listade i Catalogue of Life.